# Saqqarah
Saqqarah (ou Saqqara ou Sakkarah, arabe : سقارة [saqâra]) est une vaste nécropole égyptienne de la région de Memphis ; elle répondait au nom de Ro-setjaou en ancien égyptien, c'est-à-dire la « Porte des passages ». Elle a connu une occupation ininterrompue tout au long de l'histoire de l'Égypte antique. De ce fait, tombes royales et sépultures plus modestes se côtoient et apportent de nombreux témoignages sur la vie quotidienne de l'Égypte ancienne.

## Situation géographique
Le plateau de Saqqarah s'étend au sud du Caire, au centre de la nécropole de Memphis qui couvre près de vingt kilomètres. « L'ensemble situé à l'orée du désert, à la lisière du monde de la mort, témoigne d'une volonté (…) de défier le temps ».
Saqqarah est la plus grande des nécropoles memphites ; le site est habituellement divisée en trois :
- Saqqarah-Nord, où se trouvent principalement la nécropole des élites de la période thinite et les nécropoles animales, mais aussi deux pyramides de l'Ancien Empire (fin Ve et début VIe dynasties),
- Saqqarah-Centre, où se trouvent plusieurs pyramides de l'Ancien Empire (IIIe, début et fin Ve dynasties), dont la pyramide de Djéser,
- Saqqarah-Sud, où se trouvent plusieurs pyramides de l'Ancien Empire (fin IVe, fin Ve et milieu et fin VIe dynasties) et de la XIIIe dynastie.

## Chronologie
Dès la Ire dynastie, les membres de l'aristocratie y ont fait bâtir leurs mastabas dans une nécropole située à à Saqqarah-Nord, en bordure du désert. La tombe la plus ancienne (numérotée 3357) remonte d'ailleurs au règne de Hor-Aha, le deuxième souverain de la Ire dynastie. Par la suite, les premiers rois de la IIe dynastie ont installé leur nécropole royale plus au sud, au cœur de Saqqarah-centre (seules les tombes de Hotepsekhemouy et Nynetjer ont été retrouvées, mais des indices montrent que d'autres rois de la dynastie y ont également été enterrés : stèle funéraire de Nebrê, tombe de Shery à Saqqarah, prêtre funéraire de Séned). À la fin de la dynastie, sous le règne de Khâsekhemouy, un second cimetière d'élites, ou peut-être de la famille royale, s'installa juste au sud de la nécropole royale tandis que des activités royales semblent s'être réalisées un peu plus au nord (sous les futurs massifs nord du complexe funéraire royal de Djéser) mais aussi à l'ouest avec l'enclos du Gisr el-Mudir et la structure en forme de L. Juste au nord des tombes de Hotepsekhemouy et Nynetjer, la première pyramide a été édifiée par le chancelier et « grand des voyants » Imhotep pour Djéser, premier roi de la IIIe dynastie. On s'accorde à dire qu'il s'agit là du premier édifice bâti entièrement en pierre en Égypte. La vaste enceinte qui l'entoure compte des cours et des répliques de temples de l'époque, et nous laisse un témoignage de pierre inestimable des sanctuaires des premiers temps. Un second complexe funéraire, construit pour le roi Sekhemkhet mais resté inachevé, s'installa au sud-ouest de celui de Djéser.
La nécropole royale s'est par la suite développée sous l'Ancien Empire, autour des pyramides royales des IVe, Ve et VIe dynasties. Les nombreux mastabas de cette époque qui nous sont parvenus contiennent des reliefs d'une qualité parfaite qui décrivent la vie quotidienne dans l'Égypte antique.
Au Moyen Empire, avec l'éloignement du roi et de sa cour, d'abord à Thèbes (XIe dynastie) puis à Licht (XIIe et XIIIe dynasties), la nécropole fut quelque peu délaissée, les rois privilégiant Licht, le Fayoum et Dahchour. Peu de monuments privés de cette période ont été découverts à Saqqarah. Cependant, au cours de la XIIIe dynastie, certains rois ont construit des complexe pyramidaux à l'extrémité sud de Saqqarah ; cependant, l'inachèvement des monuments et l'absence de fouilles exhaustives n'ont permis d'identifier qu'un seul roi : Ouserkarê Khendjer.
Sous le Nouvel Empire, avec le renouveau de la ville de Memphis pendant les XVIIIe et XIXe dynasties, les nobles et courtisans se font à nouveau inhumer à Saqqarah, dans des tombeaux surmontés par de véritables temples-chapelles funéraires. Deux notables lieux d'inhumation pour ces personnages sont, d'une part, ce qui deviendra le Bubasteion, proche de la pyramide de Téti, et, d'autre part, la zone se trouvant à une centaine de mètres au sud du complexe funéraire de Djéser et qui est située au-dessus de la seconde nécropole privée de la IIe dynastie mentionnée précédemment. L'un des plus célèbres tombeaux, situé dans ce second cimetière, est celui qu'Horemheb s'est fait construire avant même d'être couronné roi ; les reliefs de la chapelle du tombeau le représentent doté de l'uræus royal, indiquant ainsi son avenir hors du commun.
C'est aussi à Saqqarah que l'on trouve les tombes des taureaux sacrés Apis, dont le culte est rendu à Memphis. Inauguré à la XVIIIe dynastie, le Sérapéum se développe surtout sous les ramessides. Le fils de Ramsès II, Khâemouaset, grand prêtre de Ptah, est passé à la postérité par des légendes qui le qualifient de grand magicien. Il a laissé des stèles et inscriptions relatant la restauration des tombes d'Apis et l'inauguration de la grande catacombe, qui ne cesse alors de s'agrandir pour accueillir les dépouilles momifiées de taureaux sacrés. Décédé avant son père, Khâemouaset est inhumé dans le Sérapéum.
À la Basse Époque, un sanctuaire édifié devient l'un des centres de pèlerinage des plus importants à la fin de l'histoire égyptienne, sous les Ptolémées puis sous les empereurs romains. Une avenue bordée de sphinx mène au temple consacré à Apis (disparu aujourd'hui) auquel on accède par un dromos traversant un hémicycle à l'architecture hellénistique abritant des statues des principaux philosophes et penseurs de l'antiquité.
D'autres sanctuaires, dédiés à Anubis et à Bastet, sont édifiés à côté de catacombes enfermant dans des galeries interminables des quantités de momies animales, témoins de la ferveur populaire pour les cultes d'animaux sacrés.
Les Européens et les Égyptiens qui continuent de fouiller le sol de Saqqarah continuent à découvrir de nombreux tombeaux jusqu'alors ignorés. Une fresque représentant l'équarrissage d'un bœuf a été découverte dans la sépulture d'un noble de l'Ancien Empire. Au temps des pharaons, les égyptiens croyaient en l'immortalité de la personne humaine. Pour cheminer dans l'Au-delà, celle-ci doit trouver les images quotidiennes de la vie, et notamment des représentations de la nourriture.

## Découvertes récentes
Lors de fouilles de routine conduites en 2011 dans la catacombe des chiens de la nécropole de Saqqarah, une équipe de fouilles dirigée par Salima Ikram et une équipe internationale de chercheurs dirigée par Paul Nicholson, de l'université de Cardiff, ont découvert près de huit millions de momies d'animaux sur le site funéraire proche du temple sacré d'Anubis,. On pense que ces animaux momifiés, principalement des chiens, étaient destinés à transmettre les prières de leurs propriétaires à leurs divinités.
En juillet 2018, l'équipe de chercheurs germano-égyptiens dirigée par Ramadan Badry Hussein, de l'université de Tübingen, a signalé la découverte d'un masque funéraire doré extrêmement rare, qui date probablement de la période saïte-persane, dans un cercueil de bois endommagé. La dernière fois qu'un masque similaire a été trouvé, c'était en 1939. Les yeux étaient couverts d'obsidienne, de calcite et d'une pierre précieuse de couleur noire, probablement de l'onyx. « La découverte de ce masque peut être qualifiée de sensationnelle. Très peu de masques en métal précieux ont été conservés jusqu'à aujourd'hui, car les tombes de la plupart des dignitaires de l'Égypte ancienne ont été pillées dans les temps anciens », a déclaré Hussein,.
En septembre 2018, plusieurs dizaines de cachettes de momies datant de 2 000 ans ont été découvertes par une équipe d'archéologues polonais dirigée par Kamil Kuraszkiewicz, de la Faculté d'études orientales de l'université de Varsovie. L'expédition polono-égyptienne travaille sous les auspices du Centre polonais d'archéologie méditerranéenne de l'université de Varsovie. Des investigations ont été menées pendant plus de deux décennies dans la zone située à l'ouest de la pyramide de Djéser. Les découvertes les plus importantes comprennent la tombe du vizir Merefnebef avec une chapelle funéraire décorée de reliefs multicolores, qui a été mise au jour en 1997, ainsi que la tombe du courtisan Nyankhnefertoum mise au jour en 2003. L'expédition a également exploré deux nécropoles. Les archéologues ont révélé plusieurs dizaines de tombes de nobles de la période de la VIe dynastie, et cinq-cents tombes d'indigents datant approximativement du VIe siècle - Ier siècle. La plupart des corps étaient mal conservés et tous les matériaux organiques, y compris les cercueils en bois, s'étaient décomposés,,. Les tombes découvertes le plus récemment (en 2018) font partie de la plus jeune, dite nécropole supérieure.
Les recherches de l'expédition polono-égyptienne se concentrent également sur l'interprétation de la douve sèche, une vaste tranchée creusée autour de la pyramide de Djéser. Les découvertes les plus récentes confirment l'hypothèse selon laquelle la « douve sèche » était un modèle du voyage du pharaon vers le monde souterrain, un chemin que le souverain défunt devait suivre pour atteindre la vie éternelle,,.
En novembre 2018, une mission archéologique égyptienne a localisé sept tombes égyptiennes anciennes dans l'ancienne nécropole de Saqqarah. Trois des tombes étaient utilisées pour des chats, certains datant des Ve et VIe dynasties,, tandis qu'un des quatre autres sarcophages a été descellé. Parmi les dizaines de momies de chats se trouvaient cent statues de chats en bois et dorées et une en bronze dédiée à Bastet, la déesse des chats, ainsi que des objets funéraires datant de la XIIe dynastie,,,. Une autre des sept tombes appartient à Khoufou-Imhat, le superviseur des bâtiments du palais royal.
Toujours en novembre 2018, une collection de scarabées momifiés rares a été mise au jour dans deux sarcophages, dont l'un était décoré de peintures de grands scarabées noirs.
Également en novembre 2018, le gouvernement égyptien a annoncé la découverte à Saqqarah d'une tombe vieille de 4 400 ans, jusqu'alors inconnue. Elle appartient à Ouahtye, un prêtre de haut rang qui a servi sous le roi Néferirkarê Kakaï pendant la Ve dynastie, ainsi que sa femme, ses quatre enfants et sa mère,,,. La tombe mesure environ dix mètres de long sur trois mètres de large et comporte cinq puits funéraires et un sous-sol. Elle contient plus de cinquante sculptures, et est peinte de scènes de la famille, de la fabrication de vin et de poterie, de spectacles musicaux, de la navigation, de la chasse et de la fabrication de meubles.

Le 13 avril 2019, une expédition dirigée par un membre de l'Institut tchèque d'égyptologie, Mohamed Megahed, a découvert une tombe vieille de 4 000 ans près de la nécropole de Saqqarah. Les archéologues ont confirmé que la tombe appartenait à une personne influente nommée Khououy, qui vivait en Égypte pendant la Ve dynastie,,,. 

« La tombe Khououy en forme de L commence par un petit couloir qui se dirige vers le bas dans une antichambre et de là, une chambre plus grande avec des reliefs peints représentant le propriétaire de la tombe assis à une table d'offrandes. »

— Megahed
Certaines peintures ont conservé leur luminosité pendant une longue période dans la tombe. Principalement faite de briques de calcaire blanc, la tombe avait une entrée de tunnel typique des pyramides. Les archéologues pensent qu'il peut y avoir un lien entre Khououy et le pharaon, car le mausolée a été trouvé près de la pyramide du pharaon Djedkarê Isési qui régnait à cette époque.
En octobre 2019, une cachette de trente cercueils contenant des momies a été découverte. C'est la plus grande cachette découverte depuis plus d'un siècle, et la première découverte par une mission uniquement égyptienne. Les cercueils étaient empilés les uns sur les autres et disposés en deux rangées, à environ un mètre sous la surface sablonneuse. La tête du premier était partiellement exposée dans le sable, ce qui a conduit à la découverte de la cachette. Deux des cercueils appartenaient à des enfants, un fait rare en archéologie. Mostafa Waziri, secrétaire général du Conseil suprême des Antiquités égyptiennes, a expliqué que l'on pouvait identifier le sexe de la momie par la forme des mains sur le cercueil, les mains ouvertes étant féminines et les mains serrées en poings étant masculines. Les couleurs des inscriptions des cercueils - faites de calcaire, de chêne rouge, de turquoise et d'autres pierres naturelles mélangées à du blanc d'œuf - sont restées intactes, et le mélange de jaune d'œuf et de cire de bougie étalé sur les cercueils pour les faire briller était encore visible, ce qui en fait une découverte unique.
Le 28 avril 2020, des archéologues ont annoncé qu'ils avaient découvert un puits funéraire de neuf mètres de profondeur, qui contenait cinq sarcophages en calcaire, quatre cercueils en bois avec des momies humaines, et un ensemble d'autres objets. Parmi eux, 365 ouchebti en faïence et un petit obélisque en bois d'environ quarante centimètres de haut qui avait été peint avec des représentations d'Horus, Isis et Nephtys.
En septembre 2020, un puits funéraire de onze mètres de profondeur a révélé près de trente sarcophages qui étaient restés complètement scellés depuis leur inhumation.
Le 3 octobre 2020, Khalid el-Anany, ministre égyptien du Tourisme et des Antiquités, a annoncé la découverte d'au moins cinquante-neuf sarcophages scellés, qui contenaient des momies ayant plus de 2 600 ans. Les archéologues ont également révélé vingt statues de Ptah-Sokar et une statue de bronze sculptée du dieu Néfertoum haute de trente-cinq centimètres,,.
Le 19 octobre 2020, le ministère du Tourisme et des Antiquités a annoncé la découverte de statues en bois doré et de plus de quatre-vingt cercueils dans trois puits funéraires,,. Les responsables pensent que les cercueils contiennent des hauts fonctionnaires et des prêtres de la XXVIe dynastie.

En novembre 2020, les archéologues ont déterré plus de cent cercueils en bois délicatement peints datant de la XXVIe dynastie et quarante statues de la divinité locale Ptah-Sokar. Parmi les autres artefacts découverts figurent des masques funéraires, des vases canopes et mille amulettes en céramique

« Cette découverte est très importante, car elle prouve que Saqqarah était la principale nécropole de la XXVIe dynastie »

— Zahi Hawass,.
En janvier 2021, le ministère du tourisme et des antiquités a annoncé la découverte de plus de cinquante sarcophages en bois dans cinquante-deux puits funéraires datant du Nouvel Empire,, et d'un papyrus contenant des textes du chapitre 17 du Livre des morts. Le rouleau de papyrus appartenait à un homme nommé Bou-Khaâ-Af, dont le nom est écrit dessus, sur son sarcophage et sur quatre ouchebtis. Des extraits du Livre des morts ont également été peints sur la surface d'autres cercueils. On a également trouvé dans les puits des masques funéraires en bois, des jeux de société, un sanctuaire dédié au dieu des morts Anubis, des objets en forme d'oiseau et une hache en bronze. Une stèle en calcaire datant du règne de Ramsès II a été trouvée dans l'un des puits, représentant le conducteur du char militaire du roi Kha-Ptah et sa femme Mout-em-ouia en train d'adorer Osiris et assis avec six de leurs enfants.
Toujours en janvier 2021, une équipe d'archéologues dirigée par Zahi Hawass a découvert le temple funéraire de Naert (ou Narat) et trois entrepôts en briques attachés au côté sud-est pour le stockage des provisions, des offrandes et des outils du temple,,,,. Les chercheurs ont également révélé que le nom de Narat était gravé sur un obélisque tombé près de l'entrée principale. Jusqu'alors inconnue des chercheurs, Naert était une épouse de Téti, le premier roi de la VIe dynastie.
En novembre 2021, des archéologues de l'université du Caire ont découvert plusieurs tombes, dont celle de Batah-M-Ouya, trésorier en chef sous le règne de Ramsès II, et d'un chef militaire nommé Hor Mohib.
En mars 2022, cinq tombes vieilles de 4 000 ans appartenant à de hauts fonctionnaires de l'Ancien Empire et de la Première Période intermédiaire ont été découvertes,.
En mai 2022, on a annoncé la découverte de la tombe vieille de près de 4 300 ans d'une personne de haut rang de l'Égypte antique, qui manipulait les documents royaux scellés du pharaon. Selon le Centre polonais d'archéologie méditerranéenne de l'université de Varsovie, la tombe richement décorée appartenait à un homme nommé Metjetjou, qui faisait office de prêtre et d'inspecteur des biens royaux. Kamil O. Kuraszkiewicz, le directeur de l'expédition, a déclaré que Metjetjou a très probablement vécu à peu près à la même époque, pendant les règnes des trois premiers souverains de la VIe dynastie : Téti, Ouserkarê et Pépi Ier,.
Le 30 mai 2022, deux-cent-cinquante sarcophages et cent-cinquante statuettes ont été exposés à Saqqarah, datant de la Basse époque, il y a plus de 2 500 ans, en plus d'un rouleau de papyrus de neuf mètres de long qui pourrait être une représentation d'un chapitre du Livre des morts.
En janvier 2023, Zahi Hawass a annoncé la découverte de quatre tombes à Saqqarah, dont la momie vieille de 4 300 ans d'un homme nommé Hekachepes recouverte d'or, en plus de trouvailles datant des Ve et VIe dynasties, dont un prêtre inspecteur nommé Khnoumdjedef, un gardien des secrets appelé Meri et un juge et écrivain nommé Fetek,.
En avril 2024, une tombe creusée dans la roche datant de la IIe dynastie a été mise au jour à Saqqarah par une équipe d'archéologues japonais et égyptiens. La tombe contenait des artefacts de différentes époques, couvrant la XVIIIe dynastie, la Basse Époque et la période ptolémaïque. Parmi les découvertes figuraient les restes d'un adulte portant un masque coloré et d'un jeune enfant, ainsi que deux statues en terre cuite représentant Isis et Harpocrate.
En avril 2025, des archéologues dirigés par le Dr Zahi Hawass ont mis au jour la tombe du prince Ouserefrê, fils d'Ouserkaf, fondateur de la Ve dynastie égyptienne. La tombe présente une fausse porte en granit rose, mesurant 4,5 mètres de haut et 1,15 mètre de large, sur laquelle sont inscrits les titres du prince, notamment « Prince héréditaire », « Scribe royal », « Vizir » et « Prêtre chantant ». Selon les archéologues, il s'agit de la première découverte d'une fausse porte en granit rose aussi grande à Saqqarah, ce qui témoigne du statut élevé du prince,.

## Monuments de Saqqarah

### Temples et centres cultuels

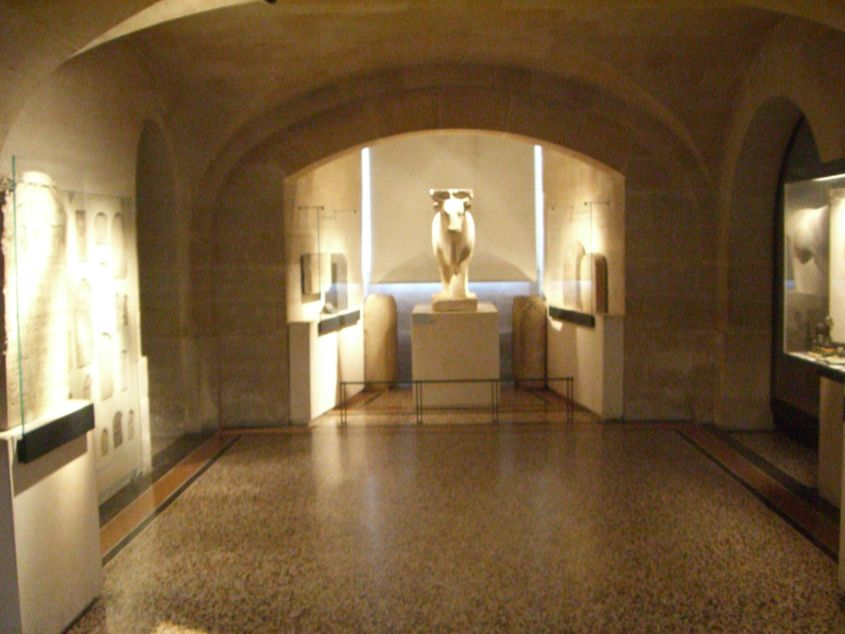
Salle du Sérapéum au Musée du Louvre

- Anubeïon
- Bubasteion
- Sérapéum
- Iséum

### Complexes funéraires royaux

#### Saqqarah-Nord
Ve dynastie :
- Pyramide et temple de Menkaouhor

VIe dynastie :
- Pyramide et temple de Téti
- Pyramide et temple de la reine Khouit II
- Pyramide et temple de la reine Ipout Ire
- Pyramide et temple de la reine-mère Sechséchet Ire

#### Saqqarah-Centre
IIe dynastie :
- Tombe de Hotepsekhemouy
- Tombe de Nynetjer

IIIe dynastie :
- Pyramide à degrés de Djéser

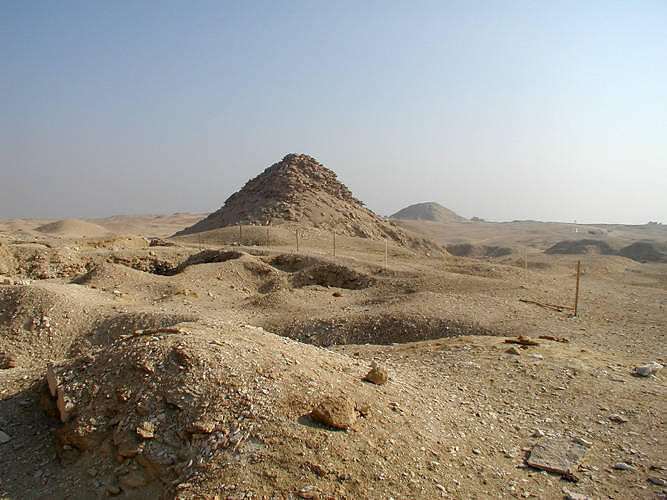
Vue de la pyramide d'Ouserkaf -

- Pyramide à degrés de Sekhemkhet (inachevée)

Ve dynastie :
- Pyramide et temple d'Ouserkaf
- Pyramide et temple de la reine Néferhétepès
- Pyramide et temple d'Ounas

#### Saqqarah-Sud
IVe dynastie :

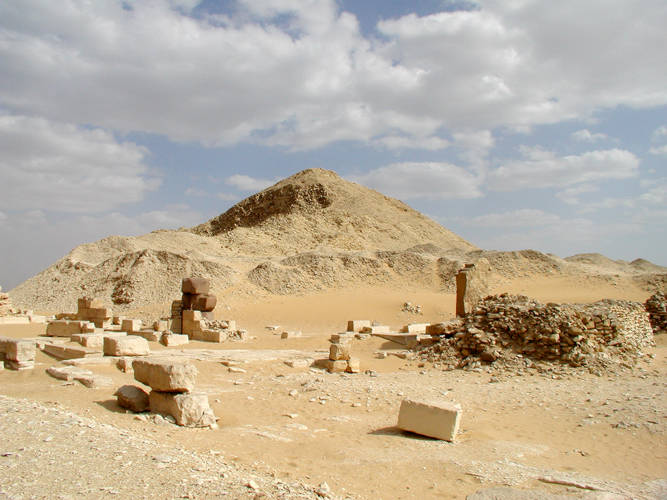
Vue de la pyramide de Pépi II -

- Tombeau et temple de Chepseskaf, appelé Matabat Faraoun

Ve dynastie :
- Pyramide et temple de Djedkarê Isési
- Pyramide et temple de Setibhor

VIe dynastie :
- Pyramide et temple de Pépi Ier
- Pyramide et temple de la reine Noubounet
- Pyramide et temple de la reine Inenek Inti
- Pyramide et temple de la reine Ânkhésenpépi II
- Pyramide et temple de la reine Mérétitès
- Pyramide et temple de la reine Ânkhésenpépi III
- Pyramide et temple de la reine Béhénou
- Pyramide et temple de Mérenrê Ier
- Pyramide et temple de Pépi II
- Pyramide et temple de la reine Neith
- Pyramide et temple de la reine Ipout II
- Pyramide et temple de la reine Oudjebten

VIIIe dynastie :
- Pyramide et temple de Qakarê Ibi

XIIIe dynastie :
- Pyramide et temple de Khendjer
- Pyramide inachevée de Saqqarah sud
- Pyramide SAK S3
- Pyramide SAK S7

### Principaux mastaba et tombeaux de nobles
Mastaba des Ire, IIe et IIIe dynasties à Saqqarah nord dont :
- Sabou,
- Hésyré
- Khâbaousokar
- Ruaben

#### Ancien Empire
IVe dynastie :
- Mastaba de Metjen
- Mastaba de Pehernéfer
- Mastaba de Méry
- Mastaba de Tchenty
- Mastaba de Setjou
- Mastaba de Ptahchepsès Ier
- Mastaba de Ranefer

Ve dynastie :

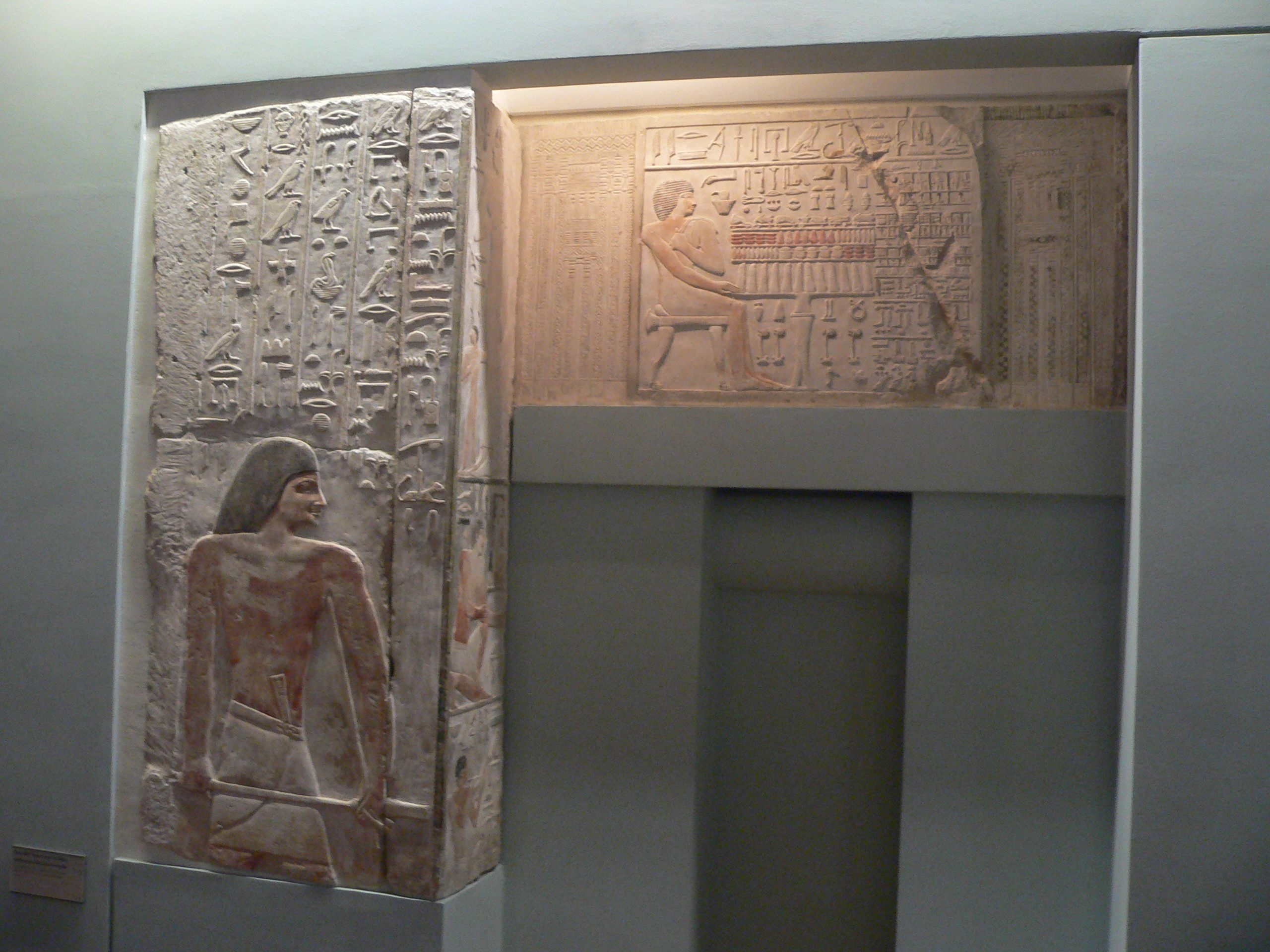
Stèle fausse porte de Méry -

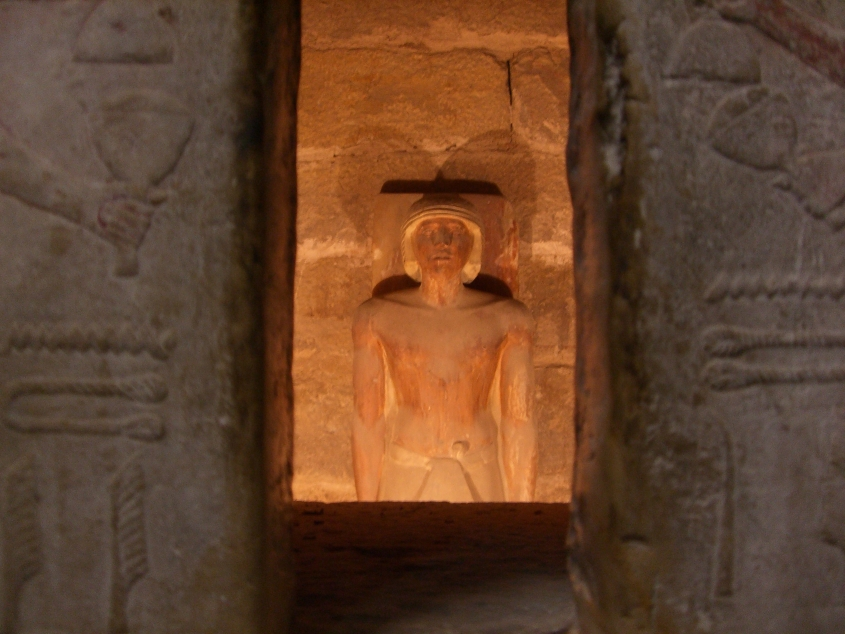
Serdab du mastaba de Ti -

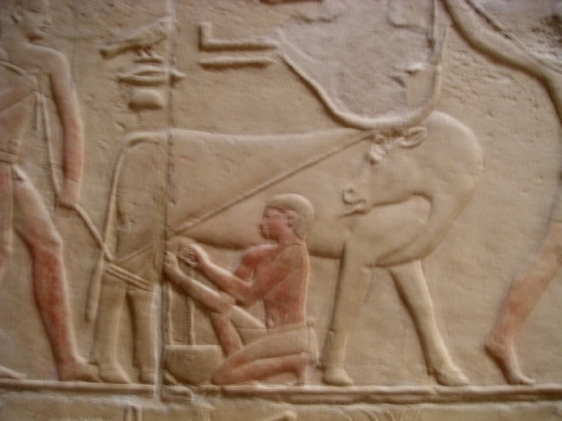
Relief du mastaba de Kagemni -

- Mastaba double de Nebet et Khenout
- Mastaba de Khououy
- Mastaba de Ti
- Mastaba de Mehou
- Mastaba de Ptahhotep et Akhet-hotep
- Mastaba d'Iroukaptah
- Mastaba de Kanefer
- Mastaba de Khouiptah
- Mastaba de Ptahchepsès II
- Mastaba de Néferefrêânkh
- Mastaba de Néfer et Kahai
- Mastaba de Khnoumhotep et Niânkhkhnoum
- Mastaba de Ptahchepsès III
- Mastaba d'Akhethétep
- Mastaba de Pehenoukaï
- Mastaba de la reine Mérésânkh IV
- Mastaba d'Isésiânkh
- Mastaba de Rêmkoui
- Mastaba de Rachepsès
- Mastaba d'Ounas-Ânkh
- Mastaba de Sabou Kem
- Mastaba de Kay
- Mastaba de Neferkhouou
- Mastaba de Nimaâtsed
- Mastaba de Ak et Hétephernéfret
- Mastaba de Ptahchepsès IV
- Mastaba de Sabou Ibébi
- Mastaba d'Iynefert Shanef
- Mastaba d'Akhethotep Hemi
- Mastaba d'Ihy
- Mastaba d'Hesi

VIe dynastie :
- Mastaba d'Idout
- Mastaba d'Iynefert
- Mastaba de Khnoumenti
- Mastaba de Neferseshemrê Sheshi
- Mastaba de Sabou Tjéty
- Mastaba de Khentika
- Mastaba de Kagemni
- Mastaba de Merefnebef
- Mastaba de Mérérouka
- Mastaba d'Idou
- Mastaba d'Inoumin
- Mastaba d'Ânkhmahor
- Mastaba de Mehou
- Mastaba d'Iouou
- Mastaba de Djaou
- Mastaba d'Idi

#### Nouvel Empire
XVIIIe dynastie :
- Tombe d'Amenemouia et Thoutmès

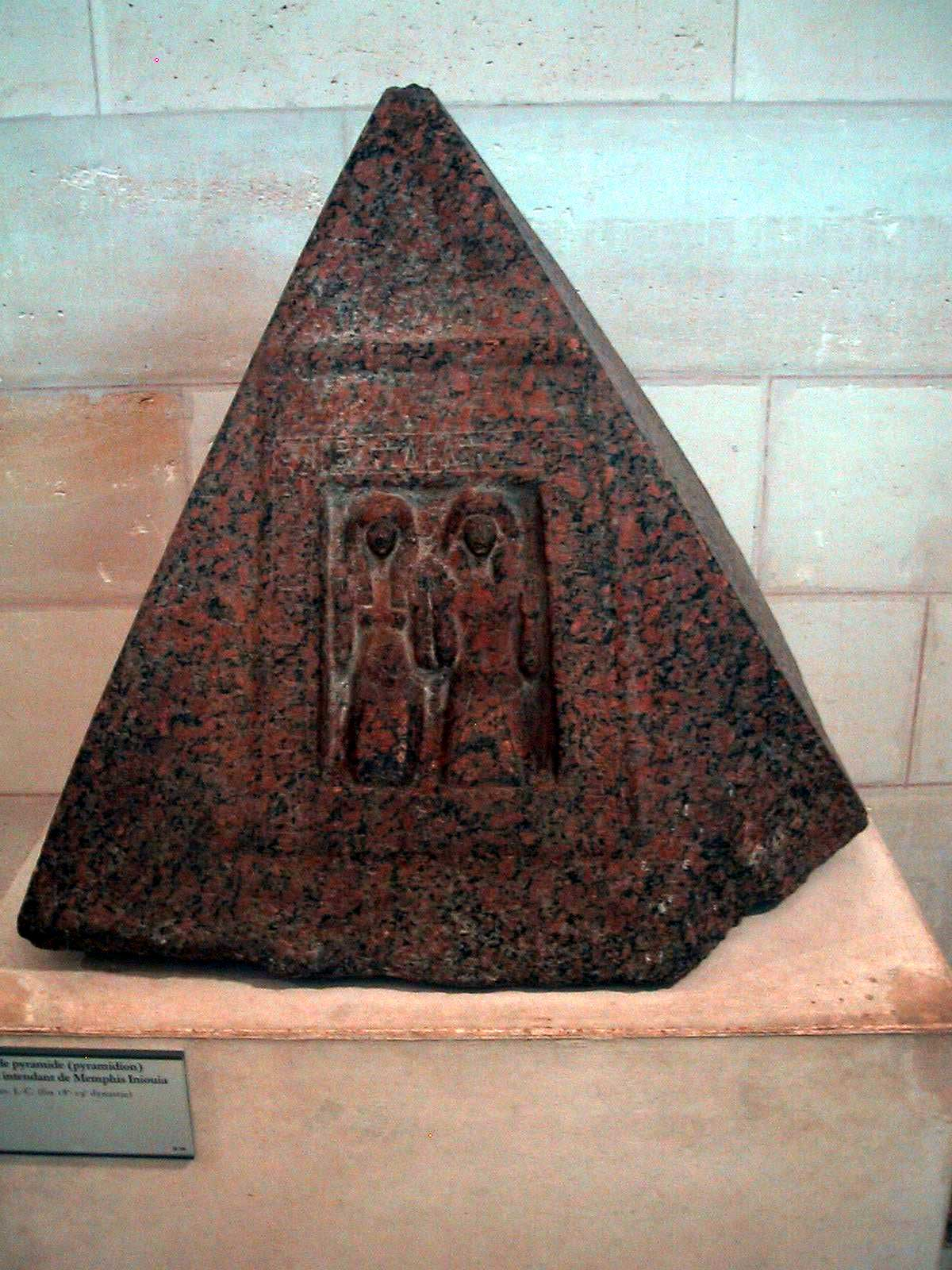
Pyramidion du grand intendant de Memphis Iniouia - XVIIIe dynastie

- Tombe d'Aper-el, Taouret et leur fils Houy
- Tombe de Maïa
- Tombe de Meryptah
- Tombe de Merymery
- Tombe de Merirê et Baketamon
- Tombe de Mery-Sekhmet et Iouy
- Tombe de Seth
- Tombe de Ptahmès, fils de Menkhéper
- Tombe de Ptahmès, fils de Thoutmôsis
- Tombe de Paatenemheb

XIXe dynastie :
- Tombe de Hormin
- Tombe de Iouty
- Tombe de Néferrenpet
- Tombe de Netjerouymès
- Tombe de Penrenout
- Tombe de Ptahmès

Tombes situées au sud du complexe funéraire de Djéser (fin XVIIIe dynastie - début XIXe dynastie) :
- Tombe d'Horemheb (futur roi)
- Tombe de Maya et Méryt
- Tombe de Pay et Raïa
- Tombe de Iniouia (de)
- Tombe de Ptahemouia (de)
- Tombe de Méryneith
- Tombe de Ramose
- Tombe de Khay I
- Tombe de Pabes
- Tombe de Irdjedy
- Tombe de Mérymaât
- Tombe de Tia et Tia
- Tombe de Raïa
- Tombe de Khay II
- Tombe de Tatia
- Tombe de Paser (de)
- Tombe de Sethnakht

#### Basse Époque
XXVIe dynastie :
- Tombe hémispéos de Bakenrenef
- Tombe à puits d'Amon-Tefnakht

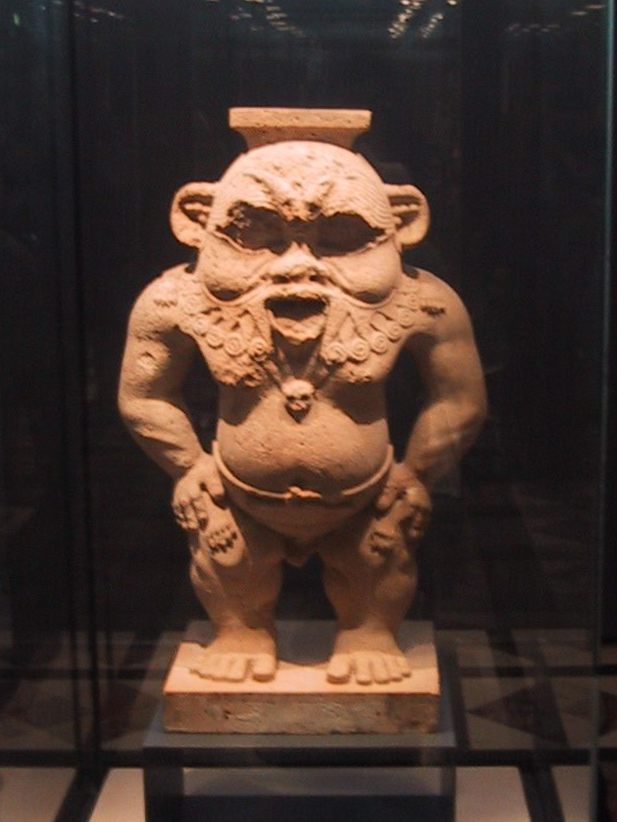
Statue du dieu Bès trouvée au Sérapéum -

- Tombe à puits de Hor-Néferibrê-Emakhet
- Tombe à puits de Néferibrê-sa-Neith
- Tombe à puits d'Ouahibrê-Men

XXVIIe dynastie :
- Tombe à puits de Psammétique
- Tombe à puits de Tjanehib

### Musée de Saqqarah
Le musée d'Imhotep à Saqqarah, voulu par Jean-Philippe Lauer, a été inauguré en 2006.